# Psittacanthus wiensii
Psittacanthus wiensii är en tvåhjärtbladig växtart som beskrevs av J. Kuijt. Psittacanthus wiensii ingår i släktet Psittacanthus och familjen Loranthaceae. Inga underarter finns listade i Catalogue of Life.